# Pfälzische Rechtsanwaltskammer Zweibrücken

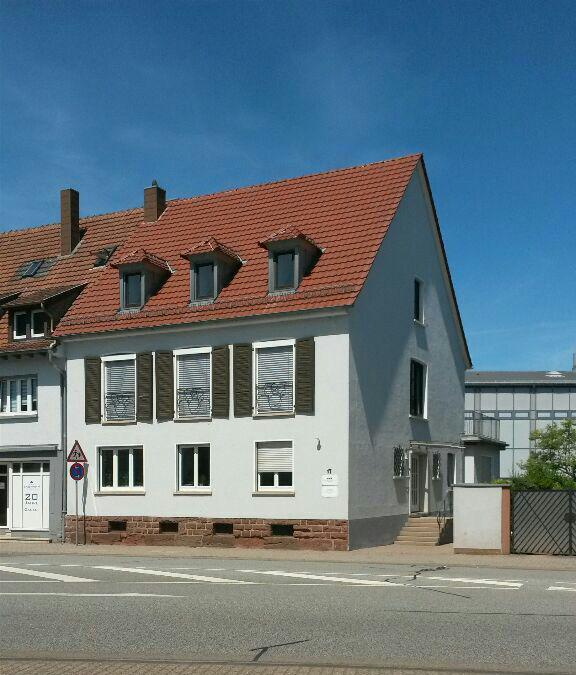
Sitz der Pfälzischen Rechtsanwaltskammer, Landauer Straße 17 in Zweibrücken

Die Pfälzische Rechtsanwaltskammer ist die für das Pfälzische Oberlandesgericht Zweibrücken sowie die Landgerichtsbezirke Frankenthal, Kaiserslautern, Landau und Zweibrücken zuständige Rechtsanwaltskammer.
Präsident ist derzeit  Thomas Seither. Die Kammer beschäftigt derzeit fünf Mitarbeiterinnen.

## Geschichte
Der Sitz wurde gewählt, weil Zweibrücken schon seit der bayerischen Zeit 1814/16 Sitz wichtiger Gerichte und Verwaltungszentrum war.